# Yoshihito Fujita
Yoshihito Fujita (japanisch 藤田 祥史 Fujita Yoshihito; * 13. April 1983 in der Präfektur Hyōgo) ist ein japanischer Fußballspieler.

## Karriere
Fujita erlernte das Fußballspielen in der Ritsumeikan-Universität. Seinen ersten Vertrag unterschrieb er 2006 bei Sagan Tosu. Der Verein spielte in der zweithöchsten Liga des Landes, der J2 League. Für den Verein absolvierte er 105 Ligaspiele. 2009 wechselte er zum Erstligisten Omiya Ardija. Für den Verein absolvierte er 34 Erstligaspiele. 2011 wechselte er zum Zweitligisten Yokohama FC. Für den Verein absolvierte er 31 Ligaspiele. 2012 wechselte er zum Ligakonkurrenten JEF United Chiba. Für den Verein absolvierte er 36 Ligaspiele. 2013 wechselte er zum Erstligisten Yokohama F. Marinos. 2013 wurde er mit dem Verein Vizemeister der J1 League. Für den Verein absolvierte er 50 Erstligaspiele. 2015 wechselte er zum Ligakonkurrenten Shonan Bellmare. Am Ende der Saison 2016 stieg der Verein in die J2 League ab. Für den Verein absolvierte er 40 Ligaspiele. 2018 wechselte er zum Drittligisten Blaublitz Akita. Für den Verein absolvierte er 25 Ligaspiele.

## Erfolge
Yokohama F. Marinos
- J1 League

Vizemeister: 2013
- Kaiserpokal

Sieger: 2013